# Helmut M. Schäfer
Helmut Matthias Schäfer (* 17. September 1942 in Engers, heute: Neuwied) ist ein deutscher Jurist und Hochschullehrer.

## Leben
Nach dem 1961 am Staatlichen Neusprachlichen Gymnasium (heute: Heisenberg-Gymnasium) in Neuwied absolvierten Abitur studierte er Rechtswissenschaften und Politische Wissenschaften an der Rheinischen Friedrich-Wilhelms-Universität in Bonn.
Auf das Erste Juristische Staatsexamen 1968 und das Referendariat in Trier und Koblenz folgte 1971 die Große Juristische Staatsprüfung.
In seiner Referendarzeit verbrachte er ein Semester als Stagiaire bei der Menschenrechtskommission (heute: Europäischer Gerichtshof für Menschenrechte) und in der Rechtsabteilung des Europarats in Straßburg. In Trier beziehungsweise in Koblenz studierte er je zwei Semester Kirchenrecht und Pädagogik.
Von 1971 bis 1983 war er Richter am Sozialgericht in Koblenz.
In dieser Zeit nahm er längere Lehraufträge u. a. an der EWH (heute: Universität) Koblenz und an der FH Koblenz im Fachbereich Sozialpädagogik wahr (Familienrecht, Jugendstrafrecht, Jugendhilferecht).
Er war 1985 Mitbegründer des European Center for Community Education (ECCE), das Erziehungs- und Sozialwissenschaftler aus West- und Osteuropa zu einem Netzwerk für Lehre, Forschung und Weiterbildung zusammenführt.
Ab 1983 war Schäfer Professor an der Abteilung Koblenz der Fachhochschule Rheinland-Pfalz im Fachbereich Betriebswirtschaft (insbes. Arbeits- und Sozialrecht). Ferner verantwortete er die Auslandskontakte des Fachbereichs, der Abteilung und der Hochschule maßgeblich mit und nahm Lehraufträge an Hochschulen in Östersund, Dijon, Danzig, Kaunas und Kerkrade wahr.
1991–1996 leitete er die Hochschule als gewählter Abteilungsdekan und nach der Verselbständigung zur FH (jetzt: Hochschule) Koblenz bis Juli 1997 als deren beauftragter Gründungspräsident.
Gleichzeitig war er ab 1994 Gründungsbeauftragter für eine im Rahmen des Bonn-Berlin-Ausgleichs im Kreis Bad Neuenahr-Ahrweiler zu gründende FH und dann, ab 1998, für den RheinAhrCampus der FH Koblenz in Remagen.
Nach seiner Emeritierung 2006 war er sechs Jahre als Rechtsanwalt in Koblenz tätig.

## Schriften
- Die Grundlagen des Rechts. Eine Einführung in das Rechtsdenken, Günter Olzog Verlag München Wien, 1981, Geschichte und Staat 256 (ISBN 3-7892-7165-9) Neuauflage 1989, Oldenbourg-Verlag (ISBN 3-486-21293-1)[3]

- Die freiheitlich demokratische Grundordnung. Eine Einführung in das deutsche Verfassungsrecht, Günter Olzog Verlag, 1982, Geschichte und Staat 261/262, (ISBN I3-7892-7169-1)[4]

- (mit Algis Junevicius) Europos Bendrijos bendrosios rinkos teisi (Das Recht des EU Binnenmakts), Kaunas/Lit., 2005 (ISBN 9955-665-44-0)

- Das Subsidiaritätsprinzip. Anmerkungen zu einer verfassungsrechtlichen, politikwissenschaftlichen und sozialwissenschaftlichen Einordnung; in: Soziale Dienste. Öffentlich oder privat, 1988
- (mit JUNG, R. H. / SEIBEL, F.W.) Economie Sociale. Eine einführende Begriffserörterung; in: JUNG, R. H. / SCHÄFER, H. M./ SEIBEL, F.W. (Hrsg.), Economie Sociale, 1997, S. 10–37

- Die Grube Mühlenbach bei Koblenz-Arenberg, 1991, Verlag H. M. Schäfer (ISBN 3-928510-00-2)[5]

Ferner Veröffentlichungen zum Allgemeinen Verwaltungsrecht, Sozialrecht, Verfassungsrecht, Europarecht und zur Christlichen Soziallehre.

## (Mit-)Herausgabe
- (mit Häring, Dieter / Seibel, Friedrich W.) Grenzüberschreitungen. Bausteine für eine interdisziplinäre und internationale Soziale Arbeit. – Festschrift für Walter Menges, ECCE-Verlag Koblenz, 1987[6]

- (mit Filtzinger, Otto / Häring, Dieter / Seibel, Friedrich W.) Soziale Dienste: Öffentlich oder privat? Grundlagen und Strukturen in der Bundesrepublik Deutschland, in Großbritannien und in Italien, Verlag für Wissenschaft und Bildung, Berlin 1988 (ISBN 3-88548-783-7)[7]

- (mit Filtzinger, Otto / Seibel, Friedrich W.) Das European Centre for Community Education ECCE, ECCE-Verlag Koblenz, 1988[8]

- (mit Friesenhahn, Günter J. / Seibel, Friedrich W.), Europäische Förderprogramme im Bildungswesen, ECCE-Verlag Koblenz, 1989

- (mit Seibel, Friedrich W.) Vielfalt leben. Beiträge zu einer Interkulturellen und Internationalen Sozialen Arbeit. – Festschrift für Otto Filtzinger, Verlag Helmut M. Schäfer, Koblenz 1992 (ISBN 3-928510-02-9)[9]

- (mit Jung, Rüdiger H. / Seibel, Friedrich W.), Vielfalt gestalten – Managing Diversity – Multikulturalität als Herausforderung für die Humanressourcenentwicklung in Europa (Interdisziplinäre Europäische Studien INTEREST 1), IKO-Verlag Berlin, 1994.[10]

- (mit Jung, Rüdiger H. / Seibel Friedrich W.), Economie Sociale: Fakten und Standpunkte zu einem solidarwirtschaftlichen Konzept (Interdisziplinäre Europäische Studien INTEREST 4) IKO Verlag Berlin, 1997 (ISBN 978-3-88939-256-5)[11]

- (mit Jung, Rüdiger H. / Just, Pitt / Seibel, Friedrich W.), Ökonomisierung und Europäisierung als Herausforderung für Betriebe der Gesundheits- und Sozialwirtschaft: Dokumentation der Konferenz vom 1. März 1996 in Bad Neuenahr-Ahrweiler (Interdisziplinäre Europäische Studien INTEREST 5), IKO-Verlag Berlin, 1997